# Eurajoki
Eurajoki este o comună din Finlanda.